# Matinecock

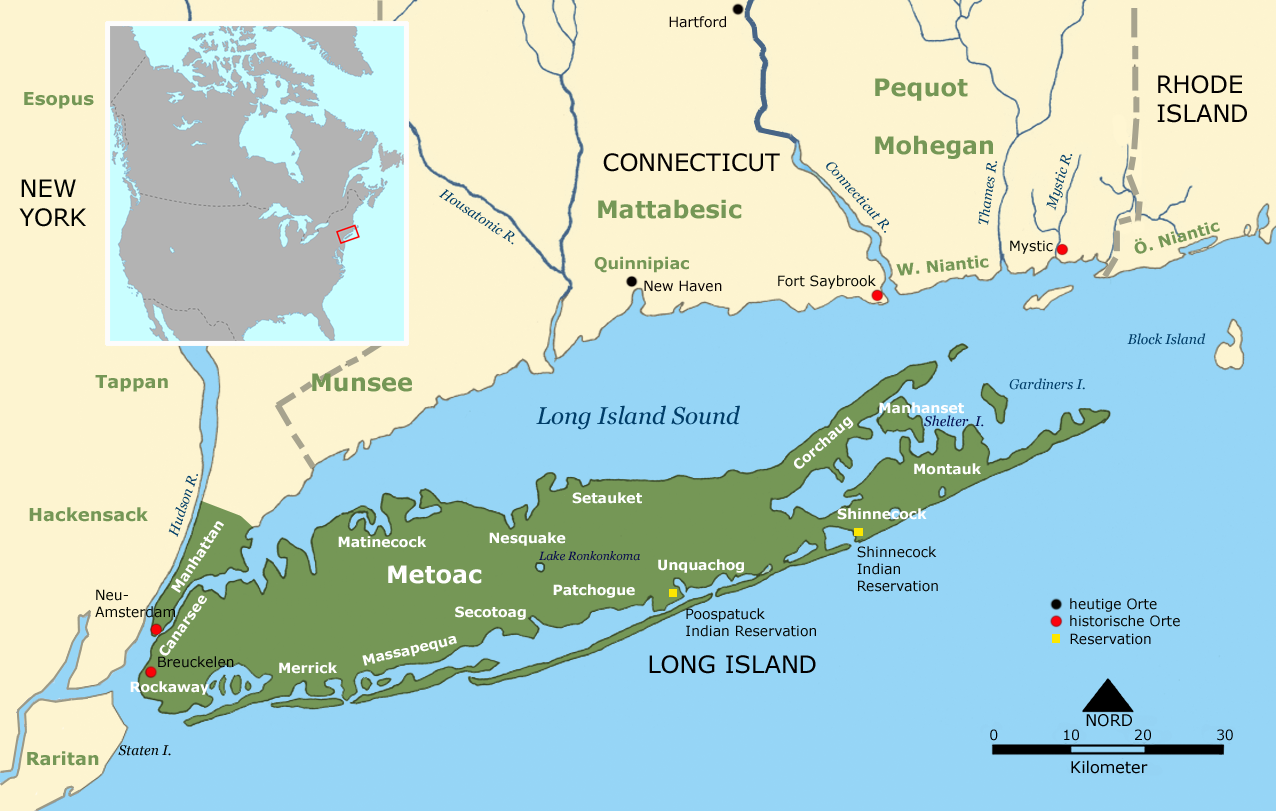
Wohngebiet der Matinecock und benachbarter Stämme um 1600

Die Matinecock waren einer von 14 Algonkin sprechenden Indianerstämmen auf Long Island im US-Bundesstaat New York und lebten zu Beginn des 17. Jahrhunderts im nordwestlichen Teil der Insel, in dem heute die New Yorker Vorstadt Oyster Bay liegt. Ihre Identität gilt als erloschen, da die letzten Überlebenden im 18. Jahrhundert zu benachbarten Stämmen zogen und sich mit ihnen vermischten.

## Wohngebiet und Sprache
Das Wohngebiet der Matinecock erstreckte sich etwa vom heutigen Flushing im Westen bis Setauket im Osten und vom Long-Island-Sund im Norden bis zur Mitte Long Islands im Süden.
Die Indianer im westlichen Long Island waren politisch, kulturell und sprachlich mit den Stämmen rund um Manhattan eng verbunden. Diese umfassten die Canarsee im heutigen Brooklyn, die Rockaway im heutigen Newton und einem Teil von Hempstead und die Massapequa an der südlichen Oyster Bay, sowie die Matinecock nördlich der Massapequa. Es ist aber möglich, dass die Massapequa und Matinecock überhaupt keine Munsee-Sprecher waren, sondern Quiripi-Unquachog wie ihre östlichen Nachbarn sprachen.
Matinecock bedeutet in der Algonkin-Sprache auf hügeligem Gelände oder auf dem Hügel mit Ausblick, da man von den Erhebungen in ihrem Wohngebiet auf den Long-Island-Sund blicken konnte.

## Geschichte

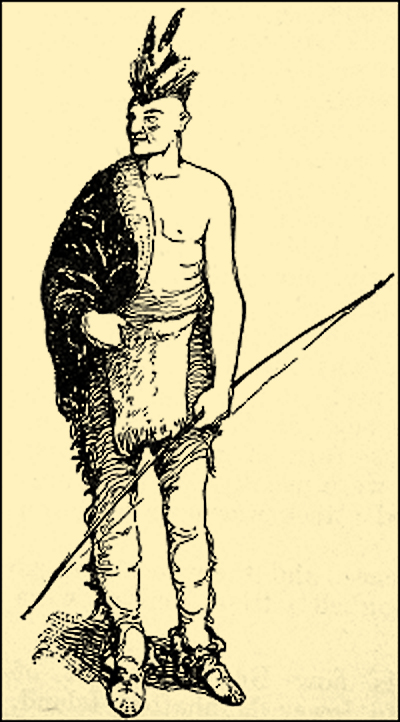
Typischer Indianer Long Islands, Zeichnung aus dem späten 19. Jahrhundert

Historiker sind uneinig über den Zeitpunkt, an dem die ersten Indianer Long Island besiedelt haben. Ganz sicher sind aber mehr als tausend Jahre seitdem vergangen. Als die ersten Europäer Long Island zu Beginn des 17. Jahrhunderts betraten, schätzte man die Gesamtbevölkerung aller 14 Stämme auf etwa 6.500 Personen. Die Ankunft der Europäer hatte allerdings fatale Folgen für die Ureinwohner – sie wurden durch eingeschleppte tödliche Krankheiten, gegen die sie keine Abwehrkräfte hatten, dezimiert.
Daniel Denton (1626–1703) schrieb 1670 in seinem Buch A Brief Description of New York, formally called New Netherlands (dt.: Eine kurze Beschreibung New Yorks, früher Neu-Niederlande genannt):
...es wurde allgemein beobachtet, dass bei Ankunft der englischen Siedler Gottes Hand ihnen den Weg frei machte, indem Er die Indianer dahinraffte, entweder durch Kriege untereinander oder durch verheerende tödliche Krankheiten.
Als Denton diese Zeilen schrieb, gab es nur noch zwei indianische Dörfer auf Long Island. Denton berichtete außerdem, dass die Männer der Ureinwohner für die Jagd und den Fischfang zuständig waren, während die Frauen die Maisfelder bestellten. Sie wohnten in kleinen tragbaren Wigwams, mit denen sie drei Mal im Jahr umzogen. Ihren Führern, man nannte sie Sachem, wurde großer Respekt von den anderen Mitgliedern des Stammes entgegengebracht. In der Ratsversammlung suchte der Sachem die Meinung seiner Stammesangehörigen zu ergründen, bevor er eine Entscheidung fällte, die dann allerdings endgültig war.
Unter den Stämmen im südlichen Neuengland und Long Islands war es üblich, dass die schwächeren an die stärkeren Gruppen Tributzahlungen leisteten. Generell waren die Stämme des Festlandes mächtiger und die Matinecock versuchten oft, doch stets erfolglos, die Tributzahlungen zu verweigern. Als die holländischen und englischen Siedler nach ihrer Ankunft das indianische Land aufkauften, meinten die Indianer vielfach, dies sei eine andere Form von Tributzahlung und konnten nicht glauben, dass sie tatsächlich alle Rechte an ihrem Land verloren hatten.
Um 1685 war das letzte Stück indianisches Land an die europäischen Siedler verkauft. Der Historiker John H. Morice schrieb, dass um 1709 keine Indianer mehr auf Long Island zu finden waren, außer einigen Nachkommen in wenigen, verstreuten Gemeinden. Sachem Assiapum oder Mohannes hatte das verbliebene Land der Matinecock 1653 an drei englische Siedler verkauft. Nach dem Verlust ihres Landes zogen die letzten Matinecock zu den Unquachog, Shinnecock und Montaukett. Diese hatten Ende des 17. Jahrhunderts einen Vertrag mit den Engländern ausgehandelt, in dem ihnen etwas Land zugesprochen wurde, das später zu einem Reservat umgewandelt wurde. Einige blieben auch in der ehemaligen Heimat, siedelten nahe ihren alten Dörfern und arbeiteten auf den neuen Plantagen der Kolonisten. Im Jahre 1732 schrieb Richter William Smith, dass alle verbliebenen Indianer in Diensten der weißen Siedler standen. Um diese Zeit waren die letzten Nachkommen der Matinecock aus dem westlichen Long Island verschwunden.
Im Jahre 1791 besuchten die zukünftigen amerikanischen Präsidenten Thomas Jefferson und James Madison General William Floyd in Mastic. Jefferson und Madison suchten Indianer auf Long Island, um deren Sprache für die Nachwelt zu erhalten. Doch sie konnten nur ein paar alte Frauen finden, die sich noch an ihre Sprache erinnerten. Die Nachforschung ergab eine Sammlung von 162 Wörtern aus der Sprache der Ureinwohner Long Islands.